# B.H.V. Push
Breda Hockey Vereniging Push is een hockeyclub uit de Nederlandse stad Breda. Daar spelen zij sinds seizoen 1969/70 aan de Heerbaan.
Op 21 september 1934 werd de Heren Hockeyclub Push opgericht in de pastorie aan de Baronielaan 24. Dit was vooral te danken aan de inzet van kapelaan, en tevens moderator, Dhr A. Wolters van de Heilig Hartkerk. Zijn betrokkenheid als moderator was vanwege het verzoek van enkele leerlingen van het katholieke Lyceum van Breda, het tegenwoordige Onze Lieve Vrouwelyceum. Dit waren Ad van Meer, Wout van Oosterhout en Herman Wouters die later nog allen in H1 gespeeld hebben. Zij wilden een eigen club in katholiek verband wat uiteraard ondersteund werd door de kapelaan. Aldus geschiedde het, met een twintigtal jongelui was de club gesticht. Gespeeld werd toen op een weitje achter de pastorie en kerk van de Baronielaan. Kort daarop is men gaan hockeyen op een bouwterrein bij de Driesprong aan de Oosterhoutseweg. In 1935 betrok Push een complex in het Markdal op de Bouvignelaan naast Kasteel Bouvigne. De vier hockeyvelden die de club toen al had lagen tussen het huidige kantoor van het Waterschap Brabantse Delta en de boerderij van Kaat van Haperen, nu Staatsbosbeheer. In 1942 werd de Dames Hockeyclub H.D.S. (Houdt Dapper Stand) in de club opgenomen. Alhoewel de locatie zelf erg fraai was hield de accommodatie, met alleen koud stromend water, te wensen over. Mede door de oorlog, 1944, waren de kleedkamers afgebrand en de velden nagenoeg omgeploegd. Door de na-oorlogse ledengroei besloot derhalve de club in 1960 de senioren te verhuizen naar Sportpark Ginneken verderop in de straat aan de Galderseweg. Daar speelden zij op dezelfde locatie als Zwart-Wit tot 1969. De junioren bleven in die jaren echter spelen op Bouvigne. Na 34 jaar gehockeyd te hebben op de velden van Kasteel Bouvigne verhuisde de club naar de huidige locatie, de Heerbaan.
Push is een van de grootste hockeyverenigingen, volgens hockey.nl (2016) na respectievelijk Kampong, HC Tilburg, HC Den Bosch en HC Rotterdam de vijfde club van Nederland. Heren 1 en Dames 1 komen in seizoen 2017/18 uit in de Overgangsklasse. In seizoen 2018/19 zijn beide vlaggenschepen gepromoveerd naar de nieuwe Promotieklasse. De jeugdopleiding van Push staat bekend in Nederland als een kweekvijver van talenten. Dat komt door visie en organisatie die de club heeft. Tophockey zit in het DNA van de club. Push biedt buiten tophockey ook breedtehockey, LG-hockey, G-hockey en E-hockey (rolstoelhockey).
Omdat de winter 62/63 in Nederland zo streng was en er lange tijd niet op het veld kon worden gespeeld, ging men over op zaalhockey. In de jaren 60 is de zaalhockeysport in Nederland steeds groter geworden. Deze populariteit nam verder toe in de jaren 70 en Push voorzag sportief succes. Hierdoor besloot Push haar eigen zaalhockeysporthal te bouwen. Die heette sinds de officiële opening op 30 november 1979 “Push Sportcentrum de Heerbaan” vernoemd naar de laan waaraan de hockeyclub ligt. Die opening werd gedaan door Dick Dees, toenmalig lid Tweede Kamer voor de VVD en oud-voorzitter van Push. Volgens BN DeStem was dit toen de grootste en modernste sporthal in West-Brabant. Tegenwoordig heet het “sportcenter Bress”. 
In 1983 kreeg Push haar eerste kunstgrasveld, thans beschikt zij over 7 kunstgrasvelden en 2 minivelden. De club heeft het eerste AquaPushveld ter wereld, waarvan de geestelijk vader Herman Kruis is, voormalig trainer van Push H1 & D1.
De dames van Push speelden negen seizoenen in de Hoofdklasse (85/86, 99/00, 00/01, 01/02, 02/03, 03/04, 04/05, 05/06 en 15/16). De heren speelden twee seizoenen in de Hoofdklasse (94/95 met Toon Siepman en 14/15 met Herman Kruis). De promotie in 1994 naar de hoofdklasse viel samen met het 60-jarig bestaan van de club. Dit werd groots gevierd in hotel Princeville waarbij ook het boek “Push zestig jaar, 1934-1994” werd uitgegeven. 
Heren 1 is een stabiele overgangsklasser. Sinds de promotie naar deze klasse in 1987, acteren zij op dit niveau, waaruit zij twee keer degradeerden (96/97 & 05/06). Sinds het ontstaan van de Overgangsklasse in 1981/82 speelt Dames 1 bijna onafgebroken in deze klasse. Eén keer degradeerden zij (1989/90). Het meest succesvolle jaar dat Push kende was 2012. Zowel H1 alsook D1 werden toen beide kampioen in de Overgangsklasse. Vanwege de eindstand van zowel H1 en D1 in seizoen 17/18 heeft Push zich met hun beide topteams rechtstreeks gekwalificeerd voor de Promotieklasse. De Promotieklasse is een nieuwe hockeyklasse die tussen de Hoofdklasse en de Overgangsklasse in zit om het grote verschil tussen beide klasses te verkleinen. 
Door de professionele jeugdopleiding van de club komen de eerste jeugdteams (MA1, JA1, MB1 en JB1) uit in de landelijke competities. Push heeft over een langere periode enkele tientallen jeugdspelers afgeleverd aan Jong Oranje, Nederland A en Nederland B. De volgende internationals zijn hun hockeycarrière begonnen bij Push:
Heren:
- Bram Lomans (205 caps & 141 goals)
- Matthijs Brouwer (211 caps & 68 goals)
- Thom van Dijck (60 caps & 0 goals)
- Milan van Baal (2 caps & 3 goals)
- Mark Rijkers (3 caps & 0 goals)
- Joep de Mol (117 caps & 2 goal)
- Floris Wortelboer (80 caps & 3 goal)
- Teun Beins (31 caps & 3 goals)
- Jasper Tukkers (4 caps & 0 goals)
- Marcel Koeton (k) (1 cap)

Dames:
- Cécile Vinke (30 caps & 3 goals)
- Sabine Mol (20 caps & 2 goals)
- Monique Westerdijk (3 caps)
- Belle van Meer
- Claire Hendriks
- Hannah Lemmens
- Malou Pheninckx (108 caps & 4 goals)
- Lieke van Wijk
- Pleun van der Plas
- Maartje Cox (k)

Tot dusver hebben de volgende Push-spelers Jong Oranje gehaald:
Jongens:
- Dick Möhlman
- Willem Rath
- Thijs Bams
- Daniel Aarts
- Dominic Aarts
- Erik van Driel
- Xander van Gorp
- Floris van der Kroon
- Max van der Kroon
- Stijn Vernes

Meisjes:
- Lizzy Koeton (k)
- Juliette van Hattum
- Carlijn Tukkers
- Floor Ouwerling
- Kim Janssens
- Marleen Jochems
- Karlijn Adank (k)
- Yentl Leemans
- Vera Beukers
- Amber Klijsen (k)
- Bieke Wijnmaalen
- Pien Holleman

Ook Hélène Hendriks, een Nederlandse televisiepresentator en verslaggever is een voormalig hockeyster van Push Dames 1. 
Ook de veteranen hockeyen nog een aardig potje mee. Zo werd Heren A 2x landskampioen van Nederland en wel in 2006 en 2009.

## Resultaten Heren 1 en Dames 1
| 1 |

| 4 |

| 2 |

| 3 |

| 3 |

| 4 |

| 2 |

| 1 |

| 12 |

| 4 |

| 11 |

| 3 |

| 7 |

| 1 |

| 10 |

| 5 |

| 7 |

| 10 |

| 6 |

| 11 |

| 1 |

| 8 |

| 7 |

| 4 |

| 2 |

| 1 |

| 1 |

| 1 |

| 12 |

| 3 |

| 4 |

| 2 |

| 12 |

| 1 C |

| 1 C |

| 1 |

| Eerste klasse |

| Overgangsklasse |

| Promotieklasse |

| Hoofdklasse |

| Eerste klasse |

| Overgangsklasse |

| Promotieklasse |

| Hoofdklasse |

| 1 |

| 4 |

| 2 |

| 3 |

| 3 |

| 4 |

| 2 |

| 1 |

| 12 |

| 4 |

| 11 |

| 3 |

| 7 |

| 1 |

| 10 |

| 5 |

| 7 |

| 10 |

| 6 |

| 11 |

| 1 |

| 8 |

| 7 |

| 4 |

| 2 |

| 1 |

| 1 |

| 1 |

| 12 |

| 3 |

| 4 |

| 2 |

| 12 |

| 1 C |

| 1 C |

| 1 |

| Eerste klasse |

| Overgangsklasse |

| Promotieklasse |

| Hoofdklasse |

| Eerste klasse |

| Overgangsklasse |

| Promotieklasse |

| Hoofdklasse |

| 5 |

| 3 |

| 5 |

| 1 |

| 12 |

| 6 |

| 10 |

| 12 |

| ? |

| ? |

| ? |

| ? |

| 3 |

| 3 |

| 3 |

| 1 |

| 2 |

| 1 |

| 10 |

| 7 |

| 8 |

| 10 |

| 10 |

| 10 |

| 12 |

| 3 |

| 3 |

| 1 |

| 1 |

| 5 |

| 1 |

| 2 |

| 3 |

| 1 |

| 12 |

| 3 |

| 4 |

| 11 |

| 1 C |

| 1 C |

| 1 |

| Eerste klasse |

| Overgangsklasse |

| Promotieklasse |

| Hoofdklasse |

| Eerste klasse |

| Overgangsklasse |

| Promotieklasse |

| Hoofdklasse |

| 5 |

| 3 |

| 5 |

| 1 |

| 12 |

| 6 |

| 10 |

| 12 |

| ? |

| ? |

| ? |

| ? |

| 3 |

| 3 |

| 3 |

| 1 |

| 2 |

| 1 |

| 10 |

| 7 |

| 8 |

| 10 |

| 10 |

| 10 |

| 12 |

| 3 |

| 3 |

| 1 |

| 1 |

| 5 |

| 1 |

| 2 |

| 3 |

| 1 |

| 12 |

| 3 |

| 4 |

| 11 |

| 1 C |

| 1 C |

| 1 |

| Eerste klasse |

| Overgangsklasse |

| Promotieklasse |

| Hoofdklasse |

| Eerste klasse |

| Overgangsklasse |

| Promotieklasse |

| Hoofdklasse |

### Palmares
In de oude vorm van de Overgangsklasse die bestaan heeft van 1981/1982 tot seizoen 2017/2018 zijn H1 vier en D1 zes keer kampioen geworden in deze klasse, respectievelijk in 1994, 2012, 2013 en 2014 en in 1985, 1999, 2009, 2010, 2012 en 2015.

## Externe link

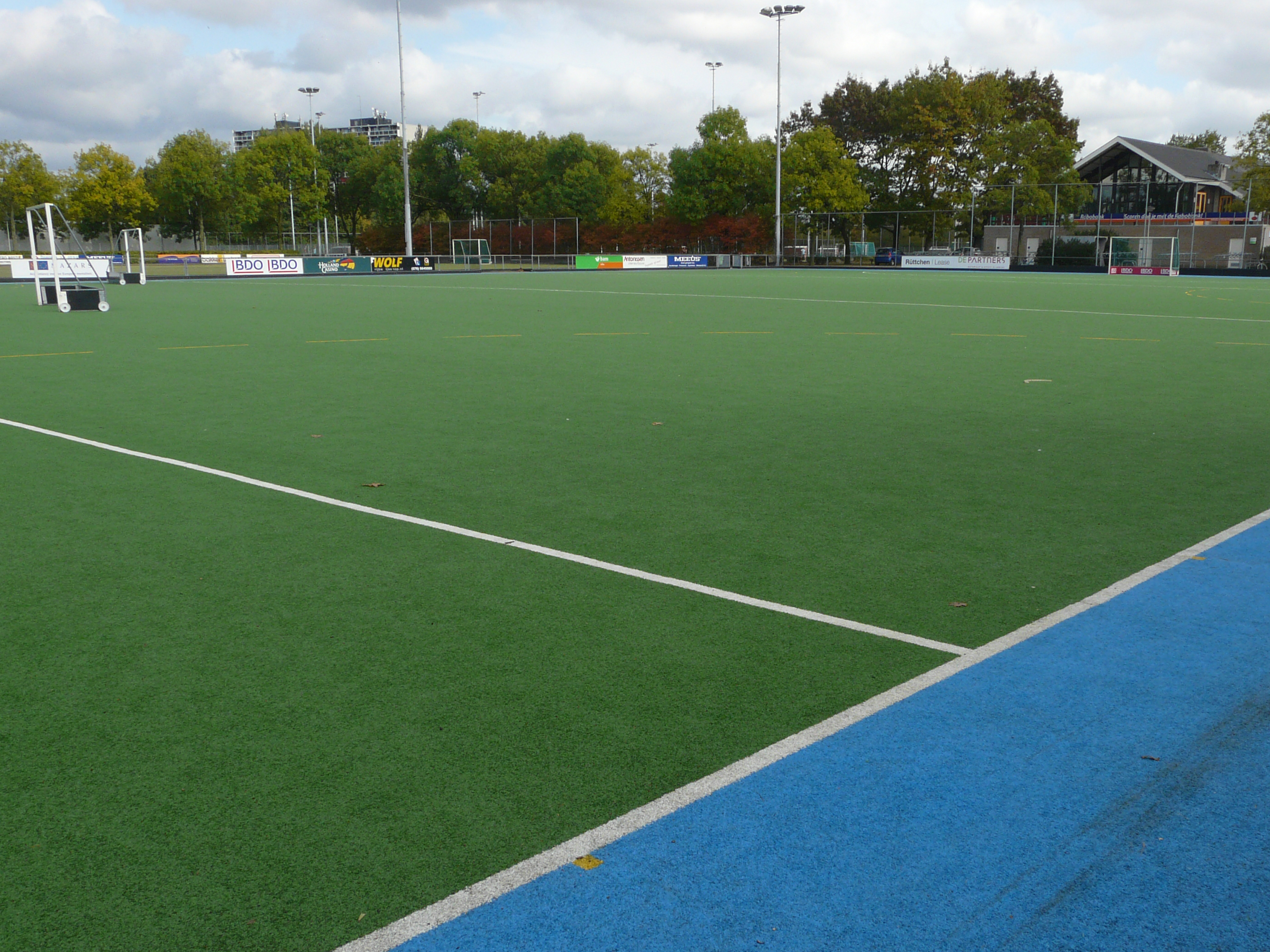